# Tyrageți
Tyrageții erau un trib dacic de lângă fluviul Nistru (Tyras), de pe teritoriul Transnistriei actuale. Numele este format din alăturarea termenilor Tyras și geți.